# Holtwicker Ei

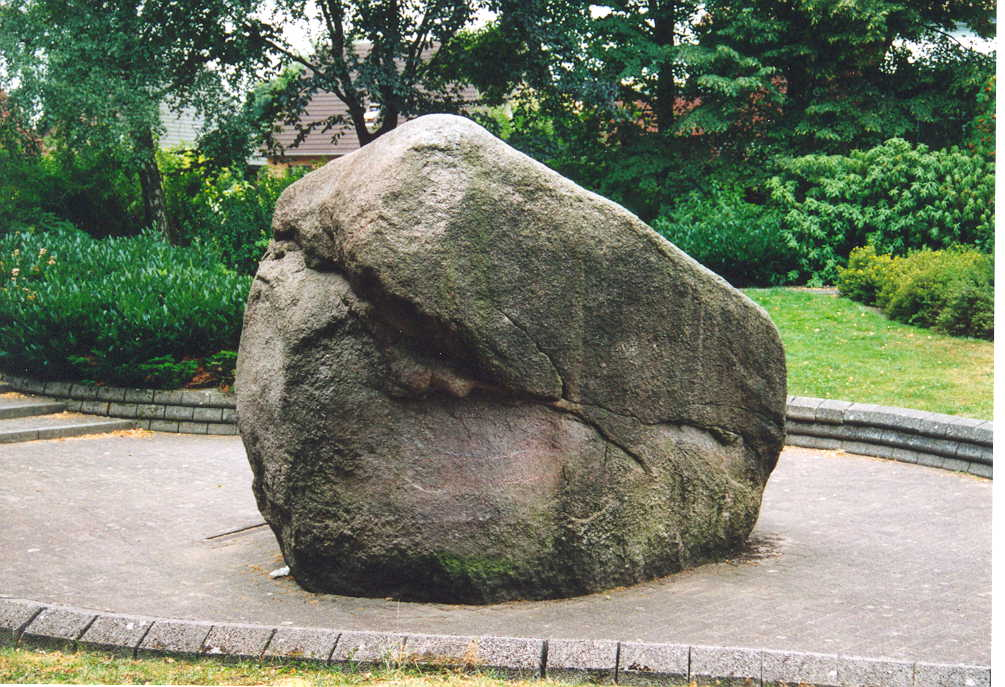
Holtwicker Ei

Het Holtwicker Ei is een zwerfsteen met een massa van circa 15.000 kg, nabij de plaats Holtwick in de gemeente Rosendahl in het Duitse Noordrijn-Westfalen. De steen doet, wat vorm betreft, denken aan een ei en steekt 1,75 meter uit de grond. Ongeveer het dubbele hiervan bevindt zich in de grond.

## Sage
Over het Holtwicker Ei worden verschillende sagen verteld. Toen er kerken gebouwd werden in Coesfeld en Bilerbeck was de duivel hierover erg boos. Hij wilde de kerken met stenen kapotgooien. Hiervoor zocht hij een grote steen uit en hield deze op zijn rug. Terwijl hij naar de kerken liep, werd de steen echter met iedere stap zwaarder. Ten slotte moest hij de steen laten vallen. Hij probeerde het nog één keer en gooide een steen richting de kerken. Hierbij riep hij Holt wiek oder ick smiet!. Dit betekent: Haal weg, of ik gooi! in het Nederduits. Deze steen bereikte niet het doel, waarna de duivel het opgaf. Hieruit is volgens de legende ook de plaatsnaam ontstaan.